# Benhur Babaoğlu
Pour les articles homonymes, voir Babaoğlu.
Benhur Babaoğlu est un footballeur turc à la retraite né le 29 mars 1970 à Siirt.

## Palmarès
- une fois vainqueur de la Supercoupe de Turquie avec Galatasaray SK en 1993.

## Statistiques détaillées
Dernière mise à jour le 8 juin 2010.
| Saison    | Club                  | Total  | Total | Championnat | Championnat | Championnat | Coupe d'Europe | Coupe d'Europe | Coupe d'Europe | Coupes nationales | Coupes nationales |
| Saison    | Club                  | Matchs | Buts  | Division    | Matchs      | Buts        | Type           | Matchs         | Buts           |                   |                   |
| Saison    | Club                  | Matchs | Buts  | Division    | Matchs      | Buts        | Type           | Matchs         | Buts           | Matchs            | Buts              |
| --------- | --------------------- | ------ | ----- | ----------- | ----------- | ----------- | -------------- | -------------- | -------------- | ----------------- | ----------------- |
| 1990-1991 | Malatyaspor           | 30     | 0     | 2. Lig      | 27          | -           | -              | -              | -              | 3                 | -                 |
| 1991-1992 | Malatyaspor           | 22     | 2     | Lig B       | 21          | 2           | -              | -              | -              | 1                 | -                 |
| 1992-1993 | Siirtspor             | 36     | 19    | Lig B       | 36          | 19          | -              | -              | -              | -                 | -                 |
| 1993-1994 | Galatasaray SK        | 6      | 0     | Süperlig    | 4           | -           | C1             | ?              | ?              | 2                 | -                 |
| 1994-1995 | Antalyaspor (prêt)    | 20     | 4     | Süperlig    | 20          | 4           | -              | -              | -              | -                 | -                 |
| 1995-1996 | Eskişehirspor (prêt)  | 20     | 7     | Süperlig    | 19          | 6           | -              | -              | -              | 1                 | 1                 |
| 1996-1997 | Fenerbahçe SK         | 2      | 0     | Süperlig    | 2           | -           | C1             | ?              | ?              | -                 | -                 |
| 1997-1998 | Yozgatspor (prêt)     | 20     | 8     | Lig B       | 20          | 8           | -              | -              | -              | -                 | -                 |
| 1998-1999 | Diyarbakırspor (prêt) | 19     | 13    | Lig B       | 18          | 13          | -              | -              | -              | 1                 | -                 |
| 1999-2000 | Yozgatspor            | 11     | 2     | Lig B       | 10          | -           | -              | -              | -              | 1                 | 2                 |
| 2000-2001 | Sakaryaspor           | 26     | 12    | 2. Lig      | 26          | 12          | -              | -              | -              | -                 | -                 |
| 2001-2002 | Uşakspor              | 11     | 3     | Lig B       | 11          | 3           | -              | -              | -              | -                 | -                 |
| 2002-2003 | Beykozspor            | 6      | 2     | 3. Lig      | 6           | 2           | -              | -              | -              | -                 | -                 |
| 1990-2003 | Total                 | 229    | 72    | -           | 220         | 69          | -              | 0              | 0              | 9                 | 3                 |